# Stephan Hurwitz
Stephan Moritz Hurwitz (født 20. juni 1901 i København, død 22. januar 1981) var en dansk ombudsmand og professor i jura.
Hurwitz blev student fra Metropolitanskolen i 1919, cand.jur. i 1925, landsretssagfører i 1929 og dr.jur. i 1933. Han vandt Københavns Universitets guldmedalje i 1930 og blev lektor i retsvidenskab ved Universitetet 1931. 1935 avancerede han til professor sammesteds, i retspleje 1935-41, i strafferet og proces 1942-55. I 1943 måtte han dog på grund af sin jødiske afstamning flygte til Sverige, hvor han fungerede som chef for det danske gesandtskabs flygtningekontor i Sverige 1943-44, var medlem af den danske militærmission i London 1944-45 og blev kaptajn af forstærkningen 1944 i modstandsbevægelsen. Efter krigen indtog han en nøglerolle i forberedelsen af retsopgøret og var bl.a. formand for det af Frit Danmark nedsatte udvalg om principperne for fuldbyrdelse af frihedsstraf 1945 og for det af Justitsministeriet nedsatte udvalg til lovgivning om krigsforbrydere 1946. Han var Danmarks repræsentant i The United Nations War Crimes Commission 1945.
Efter krigen var Stephan Hurwitz Københavns Universitets prorektor 1953-54. Hurwitz blev dernæst Danmarks første ombudsmand fra 1955 til 1971, hvor han afløstes af Lars Nordskov Nielsen. Han var Storkorsridder af Dannebrog og Dannebrogsmand.
Han havde derudover en del tillidsposter: Formand for Dansk Studiefond 1940, for Dansk Kriminalistforening 1943. for Dansk Kriminologisk Selskab 1943, for den permanente straffelovskommission 1950, for Justitsministeriets straffelovråd 1960, medlem af Den Særlige Klageret vedr. genoptagelse af straffesager 1939, medlem af trustkommissionen 1949-60, af den af Statsministeriet nedsatte kommission ang. offentlighed i forvaltningen 1956, og af den af statsministeriet nedsatte kommission vedr. ministeransvarlighed 1959, ledende senior i Studenterforeningen 1946-47, medlem af Commission Internationale Pénale et Pénitentiaire, Bern 1946, medlem af bestyrelsen for Association Internationale de Droit Pénal, Paris 1946, vicepræsident i Centro Internazionale di Studio di Difesa Sociale, Genova 1947 og i Société Internationale de Défense Sociale. Paris 1949 (æresmedlem 1969); præsident for de nordiske kriminalistforeningers internationale komité 1952, delegeret af justitsministeriet som medlem af FN's europæiske ekspertgruppe vedr. forebyggelse af kriminalitet og behandling af lovovertrædere 1952, medlem af det finske Vetenskapsakademi 1953, vicepræsident i la Société Internationale de Criminologie. Paris 1957, æresdoktor ved Stockholms Universitet 1960, ved Oslo Universitet 1961, ved Helsinki Universitet 1963, ved Islands Universitet 1971, æresmedlem af Juridiska Foreningen i Finland 1962 og medlem af det norske Videnskaps-Akademi 1968.
Han blev gift 25. oktober 1935 med Lise f. Rode, datter af indenrigsminister, redaktør Ove Rode og hustru Line f. Dedichen.

## Værker
- Konfiskation i Anledning af begaaede Lovovertrædelser (guldmedaljeafhandling, 1930)
- Bidrag til Læren om kollektive Enheders pønale Ansvar (disputats, 1933)
- Lovgivningens Stilling til Pressens Behandling af Retssager (1937)
- Den danske Strafferetspleje (1937-40. 4. opl. 1966)
- Tvistemaal (1941, 4. udg. 1965)
- Husdyrvoldgift (1942, 2. udg. 1956)
- Kriminologi (1948, 3. udg. 1968-71, oversat til engelsk, italiensk og spansk)
- Den danske Kriminalret. Alm. Del (1950-52, 4. rev. udg.)
- Speciel Del (1955, 4. udg. 1969)
- Respekt for mennesket (1951)
- Det menneskelige ansvar (1961)
- Redaktør af Karnovs Lovsamling (1938-73)
- medudgiver af Kommenteret retsplejelov (1939, 1964)
- redaktør af Nordisk Tidsskrift for Kriminalvidenskab (1949-69)